# Fargesia scabrida
Fargesia scabrida är en gräsart som beskrevs av Tong Pei Yi. Fargesia scabrida ingår i släktet bergbambusläktet, och familjen gräs. Inga underarter finns listade i Catalogue of Life.